# Hexatoma (Eriocera) tuberculifera
Hexatoma (Eriocera) tuberculifera is een tweevleugelige uit de familie steltmuggen (Limoniidae). De soort komt voor in het Oriëntaals gebied.